# KAI KC-100 Naraon
KAI KC-100 Naraon – południowokoreański samolot szkolno-treningowy i turystyczny wyprodukowany przez konsorcjum Korea Aerospace Industries. Jest to pierwsza tego typu maszyna zaprojektowana i wybudowana w Korei Południowej.

## Historia
Prace nad rodzimą konstrukcją taniego w eksploatacji samolotu dyspozycyjnego, przeznaczonego również do szkolenia i treningu rozpoczęto w Korei w 2008 roku. Dzięki maszynie KAI planuje wejść na rynek małych samolotów cywilnych przeznaczonych do lotów rekreacyjnych, turystycznych i dla businessu. Obok uzyskania certyfikatu zdatności do lotu krajowej agencji, KAI planuje również uzyskanie stosownego dokumentu od Federalnej Administracji Lotnictwa USA (FAA), dzięki czemu samolot będzie mógł być oferowany na rynku amerykańskim.
Poza rynkiem cywilnym KC-100 ma również zastąpić używane do wstępnej selekcji i szkolenia w Południowokoreańskich Siłach Powietrznych samoloty Ił-103 (oznaczone w Korei jako T-103), które przekazane zostały Korei w ramach spłaty przez Rosję długu. Wersja przeznaczona dla sił powietrznych otrzymała oznaczenie KT-100, od wersji cywilnej różni się obecnością rejestratora głosu i obrazu w kabinie załogi i urządzenia identyfikacji IFF. W maju 2014 roku, Południowokoreańska Administracja Programu Zakupów Obronnych (Defence Acquisition Program Administration - DAPA), zamówiła 23 egzemplarze KT-100. Wersja KT-100 do swojego pierwszego lotu wzbiła się 5 października 2015 roku. Siły powietrzne nabyły 23 maszyny KT-100. W maju 2016 roku pierwsze maszyny zostały przejęte przez Południowokoreańskie Siły Powietrzne. Dostawę zrealizowano do końca 2016 roku.

## Konstrukcja
KC-100 jest czteromiejscowym, wolnonośnym dolnopłatem wykonanym z kompozytów zbrojonych włóknem węglowym. Samolot napędzany jest tłokowym silnikiem Continental TSIOF-550-K z turbodoładowaniem i trójłopatowym śmigłem. Podwozie stałe z przednim podparciem. Usterzenie klasyczne.